# Sint-Sulpitiuskerk (Diest)

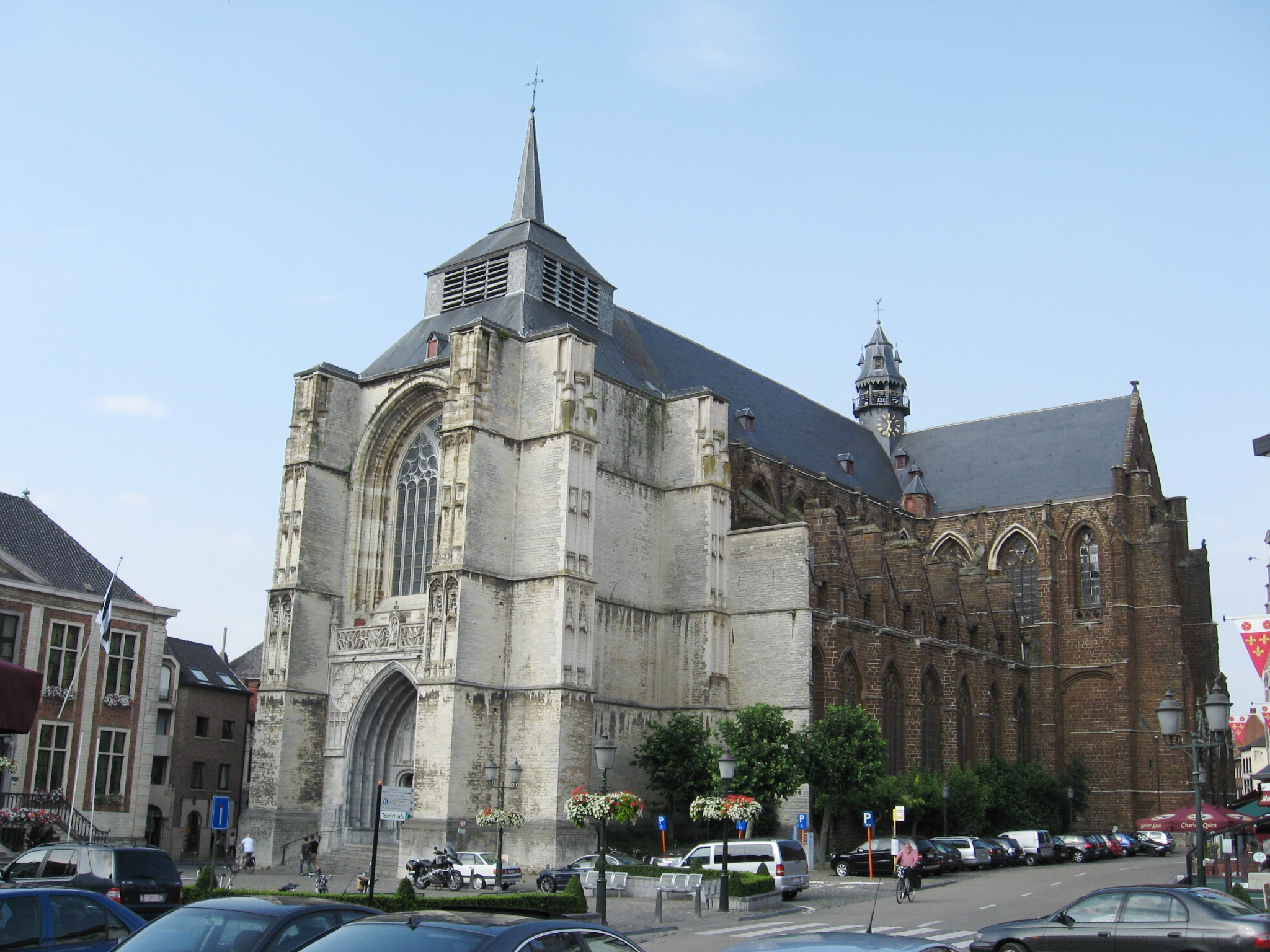
Voor- en zijaanzicht

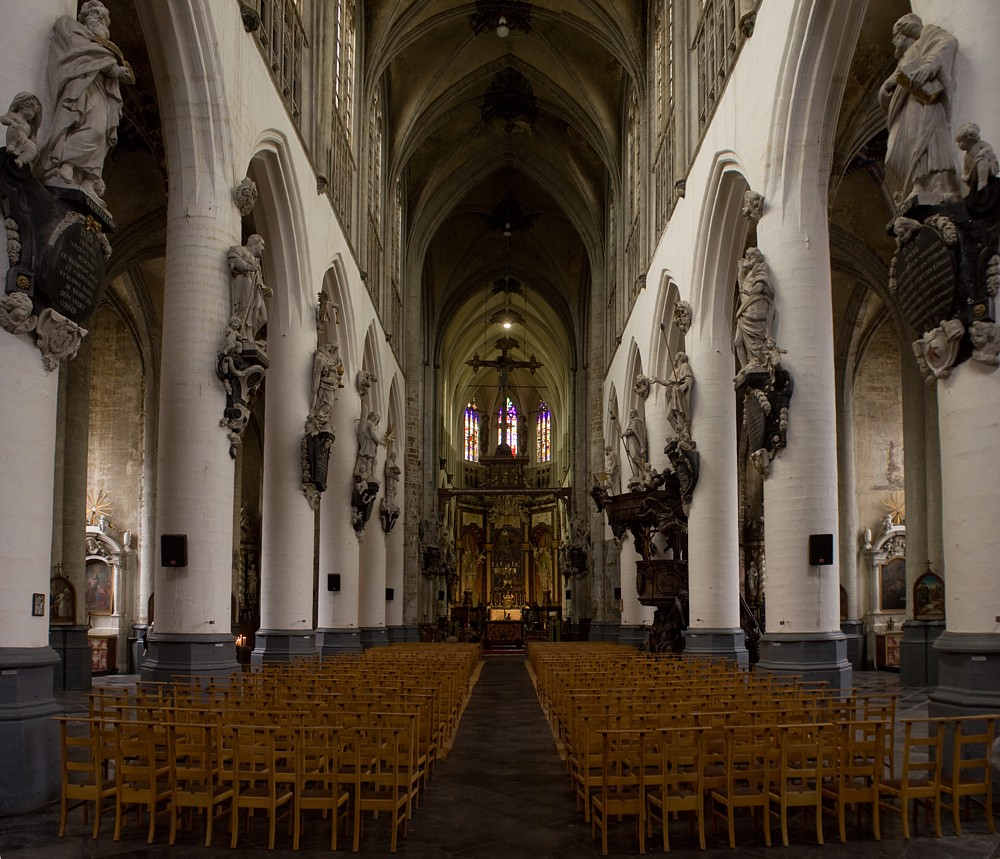
Het middenschip

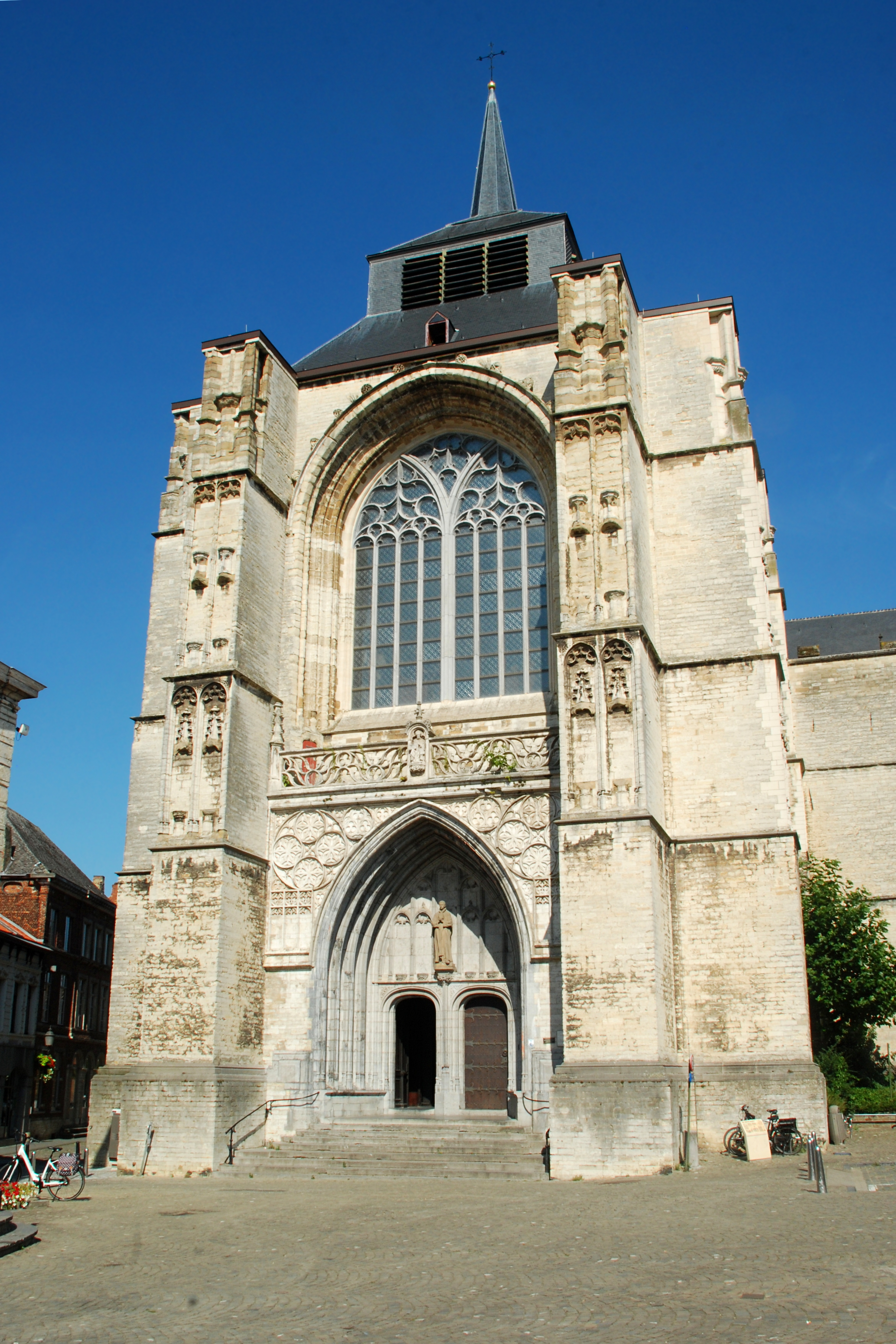

De Sint-Sulpitiuskerk te Diest is een gotische parochiekerk aan de Grote Markt, waar in 1618 Filips Willem, oudste zoon van Willem van Oranje en diens eerste vrouw Anna van Buren, bijgezet werd. De kerk ontleent zijn naam aan de heilig verklaarde Sulpitius (de Vrome) (7e eeuw). In de kerk bevindt zich ook een museum voor religieuze kunst.

## Geschiedenis
De kerk is een voorbeeld van de Demergotiek, opgetrokken uit ijzerzandsteen en witte kalksteen. De eerste architect van de kerk was een Fransman, Pierre de Savoye. Gedurende haar hele bouwprocess (van 1321 tot 1534) zouden in totaal 18 architecten betrokken zijn geweest, waaronder ook bekende bouwmeesters zoals onder meer Sulpitius van Vorst en verschillende leden van de Keldermans bouwmeestersfamilie. Zo bouwde Antoon Keldermans tussen 1483 en 1489 de kooromgang.
Hoewel de bouw van de kerk werd afgerond in 1534, was het gebouw allerminst als voltooid te beschouwen. Van het oorspronkelijke plan ontbraken nog 3 van de 5 straalkapellen en van de westertoren was alleen de onderbouw afgewerkt.
Opvallend aan de kerk is de vieringtoren, die bekend werd onder de bijnaam “Mosterdpot”. Hierin werd in 1671 een beiaard geplaatst, die tegenwoordig bestaat uit 47 klokken, waarvan er 32 gegoten werden door Pieter Hemony uit Amsterdam. Teun Michiels en Wim Van den Broeck zijn Stadsbeiaardier van Diest.

### Moderne tijd
De kerk werd in 1936 op de lijst geplaatst van monumentale erfgoederen.
In 2018 kocht The Phoebus Foundation twee 16e-eeuwse glasramen aan, die de heiligen Sulpitius en Dionysius voorstellen. Deze glasramen werden gemaakt voor de Sint-Sulpitiuskerk en worden er na restauratie tijdelijk tentoongesteld.

## Graf van Filips Willem
Meeste aandacht gaat echter uit naar de grafzerk voor het hoofdaltaar, waaronder zich het graf bevindt van Filips Willem van Oranje, heer van Diest. In zijn testament had hij bepaald, dat hij begraven wenste te worden in een van de steden (Breda, Orange, Lons-le-Saunier of Diest), die het dichtst bij de plaats zou liggen waar hij zou sterven. Toen hij op 20 februari 1618 overleed op het Hof van Nassau op de Koudenberg in Brussel viel de keuze op Diest. Daar werd hij op 1 april 1618 bijgezet, gebalsemd in een loden kist en omhuld door een houten kist (het hart en ingewanden werden apart begraven en bevinden zich ook in het graf). Voor de begrafenis moest speciaal een catacombe gegraven worden.
Op de nieuwe zerk uit 1965 (vervangen bij de viering van de Unie van Oranjesteden; de oude werd in de muur achter het hoogkoor geplaatst) staat een Latijnse tekst:
D.  O.  M.
Ostium monumenti
Illustrissime principis
Philippi Guilielmi
Principis Auraici
Comitis Nassaviæ etc.
Defuncti Bruxellis
XX Februarii Anno
MDCXVIII
R.  I.  P.
Vertaald in het Nederlands is dit:
Aan God, de opperste en grootste
Ingang van de begraafplaats
Van de Doorluchtige prins
Philips Willem
Prins van Oranje
Graaf van Nassau, enz.
Overleden te Brussel
20 februari 1618
Hij ruste in Vrede
In de loop der tijden is het graf verschillende malen geopend voor
- herstelwerkzaamheden aan de kerk zelf (1851)
- nieuwsgierigheid (1740, 1948)
- inventarisatie van de staat van het graf (1851, 1944, 1947)

In 1944 werd koningin Wilhelmina zelf benaderd en op de hoogte gebracht over de status van het graf en de wijze waarop restauratie plaats zou moeten vinden. Het voorstel van Wilhelmina om het stoffelijk overschot naar de Koninklijke grafkelder te Delft over te brengen werd diplomatiek afgewezen, daar het niet overeenkomstig de wens van de overledene was. In 1947 volgde een inspectie in het bijzijn van afgevaardigden van de koningin en een jaar later werd de kist geopend, bedoeld om te kijken of er zich interessante sieraden of attributen in de kist bevonden. Bij een van de openingen van het graf werd een foto genomen van de loden grafkist, waarvan vervolgens een prentbriefkaart werd gemaakt. Dit leidde tot grote verontwaardiging bij de koninklijke familie, waarop besloten werd de kaart uit de handel te nemen.
In 2008 werd een traditie opnieuw  ingevoerd: naast zijn begraafplaats had Filips Willem ook in zijn testament bepaald, dat in de kerk waar hij begraven zou worden een “eeuwigdurende mis voor zijn zielenrust” zou worden ingesteld. Deze kerkmissen hadden al sinds eeuwen niet meer plaatsgevonden. Door de herinvoering hoopt de kerk meer belangstelling uit binnen- en buitenland te genereren.

## Interieur
Het interieur herbergt vele kerkschatten, afkomstig uit verschillende perioden van de kunstgeschiedenis. Zo is er een laatgotisch triomfkruis, een renaissance tabernakel een barokke preekstoel, en ook de doopvont die gebruikt werd bij de doop van de latere heilige Jan Berchmans. De Hemelvaart van Maria, een schilderij van Jan De Haen uit 1596 in de noordelijke dwarsbeuk, is opgenomen in het kunstproject "Vlaamse Meesters op hun plek".

### Galerij

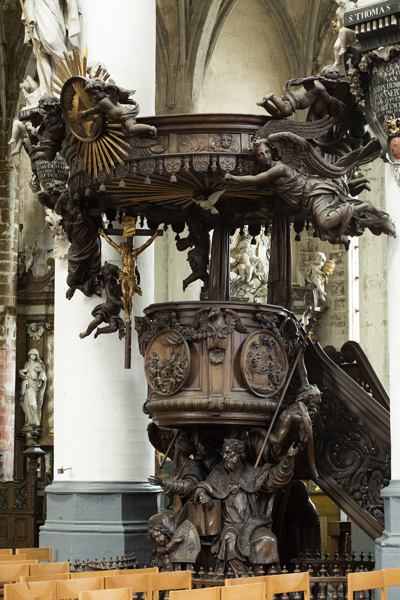
Barokke preekstoel
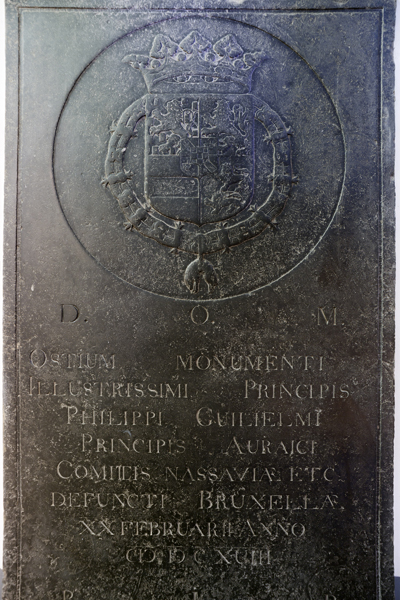
Grafplaat Filips Willem
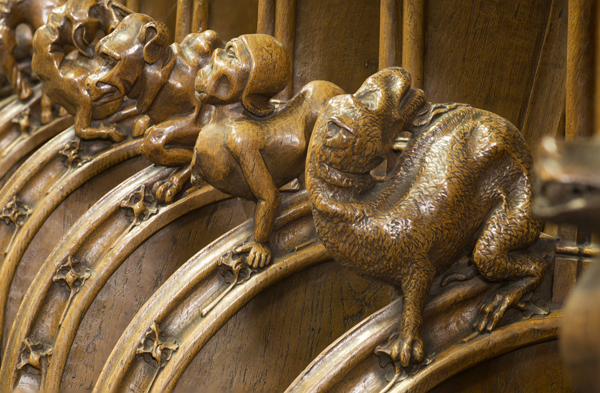
Koorgestoelte
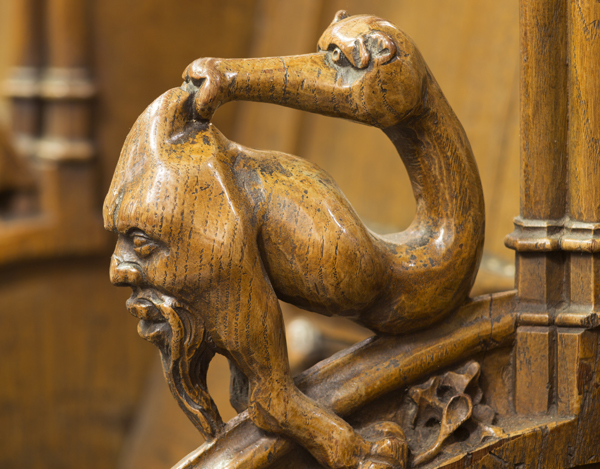
Koorgestoelte (detail)
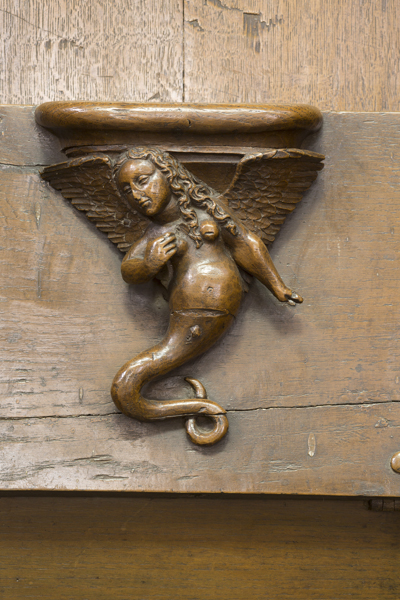
Koorgestoelte (detail)
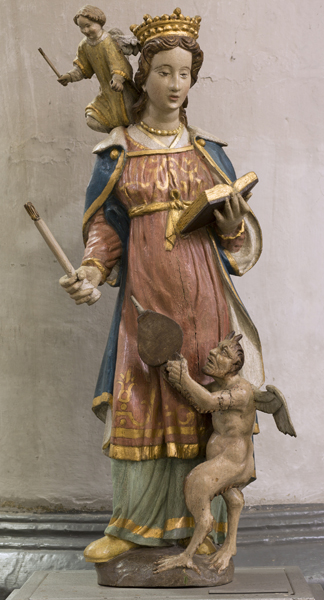
H. Genoveva

## Publicatie
C. Belien, Diest De Sint-Sulpitiuskerk te Diest, een Parel van Brabantse kerkelijke Bouwkunst